# Bega Electromotor
Bega Electromotor este o companie care produce și repară motoare electrice de uz general cu o gamă variată de puteri.
Înființată în 1900, societatea a fost privatizată în 2000, când a fost preluată de grupul Bega.
Compania a avut venituri de 3,4 milioane euro în prima jumătate a anului 2007.
Compania își are originea în Fabrica Friedrich, fabrică ce producea subansamble pentru locomotive și mașini agricole și în Fabrica Britania, fabrică ce producea motoare electrice de putere mijlocie.
Fabrica Friedrich a luat ființă în anul 1900, iar în anul 1904 prin asocierea și a fratelui patronului, își schimbă denumirea în Fabrica Frații Friedrich.
Fabrica Britania a fost înființată în anul 1929.